# Channichthys irinae
Channichthys irinae — вид окунеподібних риб родини Білокрівкові (Channichthyidae). 

## Історія відкриття
Типовий зразок виду знайдений у 1990 році під час антарктичної експедиції науково-дослідного судна «Професор Мєсяцев» у район Кергеленських островів. Описаний у 1995 році українським іхтіологом Г. О. Шандиковим та названий на честь сестри автора Ірини.

## Поширення
Вид поширений у Південному океані біля берегів острова Херд та острова Кергелен на глибині 165–310 м. 

## Опис
Тіло завдовжки до 26 см, ця риба є найменшою в родині. Живиться дрібною рибою та крилем.